# البدارنة
البدارنة مدينة ليبية تبعد عن العاصمة طرابلس 200 كم، بلغ عدد سكانها 400 نسمة تقع في غرب ليبيا يحدها من جنوب الجبل الغربي ومن الشرق مدينة الجوش وترتفع عن مستوى سطح البحر 250 متر.